# ОШ „Слободан Секулић” ИО Љубање
ОШ „Слободан Секулић” ИО Љубање било је издвојено одељење ОШ „Слободан Секулић” Ужице, које је затворено, пошто се није уписао ни један ђак.

## Историјат
Село Љубање, заједно са Збојштицом, некад су чиниле посебну општину у ужичком срезу и једну школску општину којој је 1933. године припојено и подручје села Гајева из општине севојничке.
Основна школа, почела је са радом 20. фебруара 1920. године када је и постављен први учитељ Љубањске школе, Светислав М. Савић. Седамнаестог марта исте године наведени учитељ у школску уписницу унео је лепим рукописом имена својих ученика, у сва три течаја – укупно 97.
Касније школа постаје четворогодишња, а од 1961. године се отвара и пети разред. На место учитеља петог разреда Основне школе у Љубањама постављен Милош Ћитић, који је до тада био учитељ у Основној школи у Љубишу. Милош Ћитић је био родјени Љубањац.
Љубање добија школску зграду 1930. године. План и предрачун за изградњу нове школске зграде са учитељским станом урадила је архитекта Марија Ф. Павловић из Београда. Школа је 1976. године припојена Основној школи „Душан Јерковић”, а од школске 1979/1980. године тада Петој основној школи, данас школа Слободан Секулић у МЗ Крчагово.
Од школске 1988/89. до 2005/06. у љубањској основној школи, као одељењу Основне школе “Слободан Секулић“ у Ужицу, службовали су: